# Giandomenico Coleti
Giandomenico Coleti (Venezia, 5 ottobre 1727 – Venezia, 28 dicembre 1798) è stato un gesuita, scrittore e storico italiano.

## Biografia
Nato da famiglia di antica nobiltà, iniziò la sua educazione nel Collegio dei Nobili di Ravenna, fondato dal cardinale Francesco Barberini e retto dal dotto gesuita Camillo Berardi. Continuò poi gli studi all'Università di Padova dove si laureò in diritto e, successivamente, in teologia, entrando nella Compagnia di Gesù il 22 luglio del 1753.
L'anno seguente, presi i contatti con missionari gesuiti dell'america latina, si recò a Bologna per essere istruito alla bisogna e s'imbarcò a Genova, nel 1755, alla volte delle Americhe, raggiungendo Cartagena e, finalmente, Quito.
Rimase in America del sud per oltre un decennio, insegnando teologia morale all'università di Quito e, soprattutto, lavorando al grandioso progetto editoriale di scrivere un compendio storico-geografico del sud America.
Nel 1767, in seguito all'espulsione dei gesuiti da tutti i territori del Regno di Spagna, ordinata da Carlo III, Coleti fu costretto a interrompere il lavoro e trasferirsi in Italia, per insegnare teologia nel Convento di San Girolamo a Bagnacavallo e dedicarsi alla catalogazione e uso dell'enorme quantità di documenti portata da Quito.
Nel 1771 terminò la sua opera più importante e celebre, il Dizionario storico-geografico dell'America meridionale che fu pubblicato a Venezia, divenendo subito un testo richiestissimo e tradotto in varie lingue.
Nella sua città natale Coletti si trasferì definitivamente nel 1773, in seguito alla soppressione della Compagnia di Gesù, decretata da Clemente XIV.
Continuò il suo lavoro scientifico e divulgativo fino alla morte, rendendosi autore di vasta letteratura pubblicata e in manoscritti, oggi conservati nella Biblioteca Marciana.